# Great Stukeley
Great Stukeley är en ort i civil parish The Stukeleys, i distriktet Huntingdonshire, Storbritannien. Den ligger i distriktet Huntingdonshire i grevskapet Cambridgeshire i riksdelen England, i den sydöstra delen av landet, 90 km norr om huvudstaden London. Great Stukeley ligger 42 meter över havet och antalet invånare är 1 586. Great Stukeley var en civil parish fram till 1935 när blev den en del av The Stukeleys och Huntingdon. Civil parish hade 354 invånare år 1931.
Terrängen runt Great Stukeley är platt. Runt Great Stukeley är det ganska tätbefolkat, med 179 invånare per kvadratkilometer. Närmaste större samhälle är Huntingdon, 3,3 km sydost om Great Stukeley. Trakten runt Great Stukeley består till största delen av jordbruksmark.